# Біскупиці (округ Лученец)
Біскупиці, Біскупиці (словац. Biskupice) — село, громада округу Лученець, Банськобистрицький край, центральна Словаччина, регіон Новоград. Кадастрова площа громади — 7,88 км².
Населення 1137 осіб (станом на 31 грудня 2017 року).

## Історія
Біскупиці згадують у 1294 році.

## Населення
| Рік:            | 1994. | 2004.   | 2014.   | 2024.   |
| --------------- | ----- | ------- | ------- | ------- |
| Кількість осіб: | 1143  | 1122    | 1138    | 1134    |
| Різниця:        |       | -1,83 % | +1,42 % | -0,35 % |

| Рік:            | 2023. | 2024. |
| --------------- | ----- | ----- |
| Кількість осіб: | 1134  | 1134  |
| Різниця:        |       | +0 %  |